# El Siviral
El Siviral es una ranchería del municipio de Navojoa ubicada en el sur del estado mexicano de Sonora, en la zona del valle del río Mayo. Según los datos del Censo de Población y Vivienda realizado en 2010 por el Instituto Nacional de Estadística y Geografía (INEGI), El Siviral tiene un total de 1,021 habitantes. Fue fundado en los años 1930 como una congregación.

## Geografía
El Siviral se sitúa en las coordenadas geográficas 27°6′11″ de latitud norte y 109°30′06″ de longitud oeste del meridiano de Greenwich, a una elevación de 37 metros sobre el nivel del mar.